# Welcome to the Outcast's Restaurant!
«Welcome to the Outcast's Restaurant!» (яп. 追放者食堂へようこそ！, Tsuihōsha Shokudō e Yōkoso!, Ласкаво просимо до ресторану вигнанців!) — серія ранобе, написана Юкі Кімікавою та ілюстрована Гао. Серія публікувалася онлайн з жовтня 2018 року по вересень 2020 року на вебсайті Shōsetsuka ni Narō. Пізніше її придбало видавництво Overlap, яке з червня 2019 року опублікувало три томи під своїм імпринтом Overlap Novels. Манґа-адаптація з ілюстраціями Цумумі публікується онлайн на вебсайті Comic Gardo від Overlap з вересня 2019 року і зібрана в дев'ять томів у форматі танкобон. Аніме-телесеріал, створений студією OLM, почав показ у липні 2025 року.

## Персонажі
Денис (яп. デニス, Denisu)
Сейю: Сюнсуке Такеучі
Ательє (яп. アトリエ, Atorie)
Сейю:  Маріка Тачібана
Генрієтта (яп. ヘンリエッタ)
Сейю: Саюмі Сузушіро
Вівіа (яп. ビビア, Bibia)
Сейю: Марія Ісе
Бачель (яп. バチェル, Bacheru)
Сейю: Сацумі Мацуда

## Медіа

### Ранобе
Написана Юкі Кімікавою, серія «Ласкаво просимо до ресторану вигнанців!» публікувалася на вебсайті Shōsetsuka ni Narō з 22 жовтня 2018 року по 5 вересня 2020 року. Пізніше її придбало видавництво Overlap, яке 25 червня 2019 року почало випускати її з ілюстраціями Гао під своїм імпринтом Overlap Novels. Станом на 25 червня 2020 року було випущено три томи. Серія ліцензована англійською мовою видавництвом Tentai Books.
| № | Дата виходу       | ISBN                   |
| - | ----------------- | ---------------------- |
| 1 | 25 червня 2019    | ISBN 978-4-86554-513-5 |
| 2 | 25 листопада 2019 | ISBN 978-4-86554-574-6 |
| 3 | 25 червня 2020    | ISBN 978-4-86554-682-8 |

### Манґа
Манґа-адаптація, ілюстрована Цумумі, почала публікуватися на манґа-сервісі Comic Gardo від Overlap 27 вересня 2019 року. Розділи манґи були зібрані в дев'ять томів у форматі танкобон станом на березень 2024 року. Англійською мовою манґа ліцензована видавництвом Kaiten Books.
| № | Дата виходу     | ISBN                   |
| - | --------------- | ---------------------- |
| 1 | 25 травня 2020  | ISBN 978-4-86554-668-2 |
| 2 | 25 вересня 2020 | ISBN 978-4-86554-750-4 |
| 3 | 25 березня 2021 | ISBN 978-4-86554-875-4 |
| 4 | 25 вересня 2021 | ISBN 978-4-8240-0008-8 |
| 5 | 25 квітня 2022  | ISBN 978-4-8240-0173-3 |
| 6 | 25 грудня 2022  | ISBN 978-4-8240-0371-3 |
| 7 | 25 вересня 2023 | ISBN 978-4-8240-0617-2 |
| 8 | 25 червня 2024  | ISBN 978-4-8240-0868-8 |
| 9 | 25 березня 2025 | ISBN 978-4-8240-1098-8 |

### Аніме
Аніме-телесеріал був анонсований на заході, присвяченому 10-річчю Overlap Bunko, 15 грудня 2024 року. Виробництвом серіалу займається студія OLM, режисером є Дзьодзі Шімура, за композицію серіалу відповідає Деко Акао, дизайн персонажів розробила Аоі Ямато, а музику написав Масато Кода. Прем'єра відбулась 3 липня 2025 року на телеканалі AT-X. Початкову музичну тему «Unique» виконує Dannie May.

## Сприйняття
До грудня 2024 року тираж серії становив понад 850 мільйонів копій.